# Lê Lan
Lê Lan (1934-2010) là nhạc sĩ Việt Nam, được truy tặng Giải thưởng Nhà nước về Văn học Nghệ thuật năm 2012.

## Tiểu sử
Lê Lan sinh ngày 28 tháng 1 năm 1934 ở Thanh Trì, Hà Nội.
Lê Lan tham gia hoạt động âm nhạc trong quân đội vào những năm cuối kháng chiến chống Pháp, với tư cách là nhạc công đàn violoncelle của Đoàn Văn công Trường Lục quân Việt Nam.
Hòa bình lập lại, ông về công tác tại Đoàn Ca Múa Tổng cục Chính trị, sau đó theo học và tốt nghiệp ngành sáng tác tại Trường Âm nhạc Việt Nam (nay là Học viện Âm nhạc Quốc gia Việt Nam). rồi trở về tại Nhà hát Ca múa Quân đội, và nghỉ hưu tại đây.
Ông mất năm 2010 tại Hà Nội.

## Sự nghiệp
Một số ca khúc nổi bật của Lê Lan: Chị Mai đi chợ, Sao cô em chưa về, Đường về Khe Sanh, Tiểu đội ta đoạt ba danh hiệu, Có chiến công em, Kèn tiến công vang dội bốn phương trời, Giữa mênh mông trời xanh và Chương IV Tổ khúc hợp xướng Tiến lên giành toàn thắng...
Ngoài ra, ông còn viết khí nhạc, nhạc múa: như vũ kịch Thạch Sanh, còn kịch múa Ngọn lửa Nghệ Tĩnh ông tham gia cùng một số nhạc sĩ khác.
Vào giữa những năm 60 của thế kỷ trước, Lê Lan cùng với Huy Thục là hai nhạc sĩ đã đến chiến trường Quảng Trị, tham gia các trận đánh và mừng vui với chiến thắng. Lê Lan đã viết "Đường về Khe Sanh", còn Huy Thục thì viết "Tiếng hát trên đường quê hương", là những tác phẩm khá nổi tiếng về chiến thắng Khe Sanh.
Hội Nhạc sĩ Việt Nam và DIHAVINA đã xuất bản Tuyển tập ca khúc Lê Lan và băng cassette.
Vì sự cố sáng tác năm 1969, báo chí rất ít viết về ông.
Năm 2012, ông được truy tặng Giải thưởng Nhà nước về Văn học Nghệ thuật với các ca khúc: Chị Mai xuống chợ, Vượt lên vì thống nhất hòa bình, Tình yêu tôi ở nơi đây, các hợp xướng cho dàn nhạc: Kèn tiến công đang vang dội, Nước non một dải, tác phẩm độc tấu cho violoncelle Trăng trên vịnh và nhạc cho múa Múa nón.

## Sự cố sáng tác
Năm 1969, Lê Lan bị Bộ Quốc phòng Việt Nam khai trừ Đảng và ra khỏi Hội Nhạc sĩ Việt Nam vì vi phạm bản quyền âm nhạc. Đó là việc ông lấy giai điệu từ một ca khúc ca ngợi sư trưởng Sapaep (Liên Xô cũ) để làm một bài hát ca ngợi Hồ Chí Minh.
Khi xem xét truy tặng Giải thưởng Nhà nước về Văn học Nghệ thuật đợt 3, Lê Lan có tên trong danh sách đề nghị xét tặng giải thưởng, một số ý kiến không đồng tình. Tuy nhiên, Hội Nhạc sĩ Việt Nam và hội đồng âm nhạc cơ sở cho rằng, Lê Lan là một nhạc sĩ quân đội đã mất, có nhiều cống hiến cho nền âm nhạc nước nhà không thể phủ nhận, và việc sử dụng copy một nét nhạc chỉ là một sai sót nhỏ trong cả cuộc đời nghệ sĩ. Ông Lê Khánh Hải, Thứ trưởng Bộ Văn hóa Thể thao và du lịch cũng nói rằng: "Những khuyết điểm phạm phải trước đây nhạc sĩ đã chịu kỷ luật rồi. Hội đồng cấp cơ sở đánh giá rất công tâm những nỗ lực, cố gắng và cống hiến của nhạc sĩ Lê Lan sau khi được xóa bỏ kỷ luật. Một con người đi qua những sóng gió không bị gục ngã, lay động thì càng quý. Những tác phẩm trong hồ sơ của nhạc sĩ Lê Lan được hội đồng bỏ phiếu là đúng quy định".

## Tác phẩm chính

### Ca khúc
- Chị Mai xuống chợ
- Vượt lên vì thống nhất hòa bình
- Tình yêu tôi ở nơi đây
- Sao cô em chưa về
- Đường về Khe Sanh
- Tiểu đội ta đoạt ba danh hiệu
- Có chiến công em
- Kèn tiến công vang dội bốn phương trời
- Giữa mênh mông trời xanh

### Hợp xướng cho dàn nhạc
- Kèn tiến công đang vang dội
- Nước non một dải

### Khí nhạc
- Trăng trên vịnh (độc tấu cho violoncelle)
- Nhạc cho múa Múa nón

### Tuyển tập
- Tuyển tập ca khúc Lê Lan và băng cassette (Hội Nhạc sĩ Việt Nam và DIHAVINA)

## Vinh danh
- Giải thưởng Nhà nước về Văn học Nghệ thuật (2012)